# 桝田淳二
桝田 淳二（ますだ じゅんじ、1943年3月14日 - ）は、日本及び米国ニューヨーク州弁護士。長島・大野・常松法律事務所特別顧問（オフ・カウンセル）、Nagashima Ohno & Tsunematsu NY LLPパートナー 。東京都出身。

## 人物
旧あさひ法律事務所の創立者の1人である渉外弁護士。主にニューヨークを中心に米国におけるM&Aや訴訟などについて日本企業をクライアントとして活躍する。ニューヨークの事務所であるMasuda International（旧Masuda & Ejiri）は日本法の弁護士が米国に進出した希有な例である。
あさひ法律事務所国際部門の西村ときわ法律事務所との統合には参加せず、ニューヨーク事務所とともに桝田国際法律事務所（Masuda International）として独立し、長島・大野・常松法律事務所と提携し、後に統合する道を選んだ。

## 略歴
- 1961年3月　私立武蔵高等学校卒業
- 1966年3月　東京大学法学部卒業
- 1968年　司法修習修了（20期）。弁護士登録（第二東京弁護士会）。湯浅・坂本法律特許事務所（現在のユアサハラ法律特許事務所）入所
- 1970年 同事務所を退職し留学。
- 1971年 コロンビア大学コロンビア・ロー・スクール（LL.M.コース）修了。Sullivan & Cromwell入所。
- 1972年 Wender Murase & White入所。
- 1977年 江尻隆とともに桝田江尻法律事務所（あさひ法律事務所国際部門の前身）設立
- 1991年 ニューヨーク州弁護士登録
- 1992年1月 桝田江尻法律事務所のニューヨーク事務所として、Masuda & Ejiri開設
- 2007年5月1日 桝田国際法律事務所（Masuda International）としてあさひ法律事務所から独立し、そのニューヨーク事務所を承継。長島・大野・常松法律事務所と提携。
- 2010年9月1日 長島・大野・常松法律事務所と統合し、同事務所特別顧問（オフ・カウンセル）、Nagashima Ohno & Tsunematsu NY LLPパートナーに。

## 参考資料
- http://chizai-tank.com/interview/interview32.htm
- http://utf.u-tokyo.ac.jp/interview/5.html